# Ажибаев, Чингиз Ильяскожоевич
Чингиз Ильяскожоевич Ажибаев (род. 16 мая 1991, Исфана) — депутат Жогорку Кенеша Кыргызской Республики VII созыва (с 2021 года). Заместитель председателя Комитета по конституционному законодательству, государственному устройству, судебно-правовым вопросам Жогорку Кенеш VII созыва (с декабря 2022 года).

## Биография

### Детство
Родился 16 мая 1991 года в городе Исфана, ныне Раззаков, Лейлекского района Баткенской области.

### Образование
В 2014 году завершил обучение на юридическом факультете Кыргызского национального университета имени Ж. Баласагына по специальности «Юриспруденция».
С 2011 по 2013 годы проходил обучение на межвузовской военной кафедре при Кыргызском государственном университете строительства, транспорта и архитектуры (КГУСТА) имени Н. Исанова.

### Трудовая деятельность
С 2014 по 2017 годы работал в должности общественного помощника в Генеральной прокуратуре Киргизской Республики.
С 2017 по 2021 годы — следователь военной прокуратуры Бишкекского гарнизона. Имеет звание старшего лейтенанта юстиции.
В ноябре 2021 года избран депутатом VII созыва Жогорку Кенеша Кыргызской Республики от Лейлекского избирательного округа № 1. В 2022 году вошёл в состав комитета по конституционному законодательству, государственному устройству, судебно-правовым вопросам. Избран на должность заместителя председателя комитета.
Женат. Воспитывает ребёнка.